# Молодильники
Молодильники (Isoëtales) — порядок плауноподібних, який налічує приблизно 140–150 живих видів, які класифіковані в роді Isoetes з космополітичним поширенням. Живі види переважно водні або напівводні рослини, які живуть у прозорих водоймах і тихохідних потоках, хоча деякі (наприклад, Isoetes butleri, Isoetes histrix та Isoetes nuttallii) ростуть на вологому ґрунті, що висихає в літню пору. Листя вузьке. Види дуже важко відрізнити по загальному вигляду. Найкращий спосіб визначити їх — вивчення мегаспор під мікроскопом. Всі живі рослини та їхні вимерлі родичі є різноспоровими. Два з найвідоміших викопних родів це кам'яновугільний Chaloneria і крейдяний Nathorstiana.
В Україні поширений молодильник озерний (Isoetes lacustris L.).